# Galve
Galve – gmina w Hiszpanii, w prowincji Teruel, w Aragonii, o powierzchni 61,23 km². W 2014 roku gmina liczyła 164 mieszkańców.